# Drassodes canaglensis
Drassodes canaglensis är en spindelart som beskrevs av Lodovico di Caporiacco 1927. Drassodes canaglensis ingår i släktet Drassodes och familjen plattbuksspindlar.
Artens utbredningsområde är Slovenien. Inga underarter finns listade i Catalogue of Life.